# Sabotage mot blåljusverksamhet
Sabotage mot blåljusverksamhet (13 kap. 5c § brottsbalken (1962:700)), även kallat blåljussabotage, är sedan den 1 januari 2020 ett brott i svensk rätt.

## Blåljussabotage
Sabotage mot blåljusverksamhet kriminaliserades mot bakgrund av att sådan verksamhet under i vart fall tio års tid utsatts för angrepp i tjänsteutövningen i form av verbala hot, stenkastning etc. Begreppet blåljusverksamhet ska i brottsbalkens mening förstås som polisverksamhet, räddningstjänst och ambulanssjukvård.
Uttrycket polisverksamhet omfattar den verksamhet som bedrivs av Polismyndigheten och Säkerhetspolisen. Med räddningstjänst menas verksamhet som stat och kommun bedriver enligt lagen om skydd mot olyckor, det vill säga räddningsinsatser vid olyckor och överhängande fara för olyckor. I detta innefattas även fjäll-, flyg- och sjöräddningstjänst samt efterforskning av försvunna personer. Ambulanssjukvård avser i bestämmelsen hälso- och sjukvårdsverksamhet som utförs i eller i anslutning till ambulans. Med ambulans menas ett transportmedel avsett och utrustat för ambulanssjukvård och transport av sjuka och skadade.
Ovanstående innebär att till exempel militärpolis, militära skyddsvakter, tull- och kustbevakningspersonal, kriminalvårdare och ordningsvakter i bland annat domstol eller kollektivtrafik inte omfattas av bestämmelsens definition av blåljusverksamhet.

### Brott av normalgraden
Enligt 13 kapitlet 5c § första stycket brottsbalken definieras sabotage mot blåljusverksamhet av normalgraden enligt följande:
| ”                   | Den som angriper eller på annat sätt stör polisverksamhet, räddningstjänst eller ambulanssjukvård genom att 1. använda våld eller hot om våld mot verksamhetens personal eller mot personer som bistår verksamheten, 2. tillgripa eller skada fordon eller annat hjälpmedel som används eller ska användas i verksamheten, eller 3. vidta annan otillbörlig åtgärd döms, om gärningen är ägnad att allvarligt försvåra eller hindra utryckningsverksamhet eller brottsbekämpande verksamhet, för sabotage mot blåljusverksamhet till fängelse i högst fyra år. | „ |
| – Hämtat 2022-07-21 | |   |

### Grovt brott
Enligt 13 kapitlet 5c § andra stycket brottsbalken definieras grovt sabotage mot blåljusverksamhet enligt följande:
| ”                   | Om brottet är grovt döms för grovt sabotage mot blåljusverksamhet till fängelse på viss tid, lägst två och högst arton år, eller på livstid. Vid bedömningen av om brottet är grovt ska det särskilt beaktas om gärningen framkallat fara för flera människoliv eller egendom av särskild betydelse eller annars varit av särskilt farlig art. | „ |
| – Hämtat 2022-07-21 | |   |

## Brittisk motsvarighet
I Storbritannien finns en likartad lag kallad Emergency Workers (Obstruction) Act 2006(en).